# Telémetro estadimétrico

Mira estadimétrica en un visor estadimétrico.

Un telémetro estadimétrico es un instrumento óptico que permite calcular distancias mediante la comparación de un objeto de tamaño conocido, con una escala conocida en el instrumento. Los estadimétricos (etimológicamente, «medidor de estadía») es el dispositivo dentro de un bisel, que se comparan con el objeto observado.

## De ángulo fijo

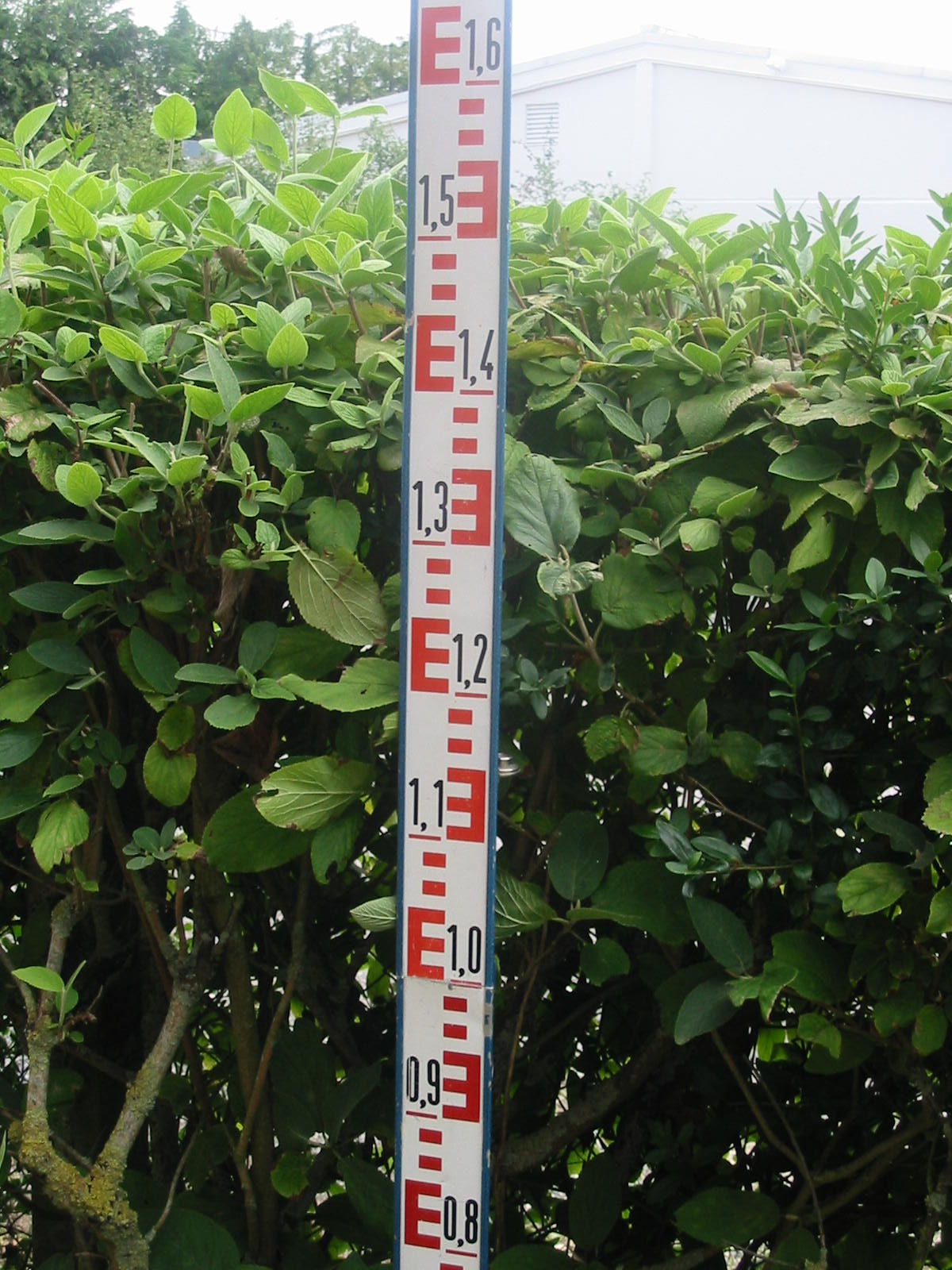
Mira estadimétrica.

En las miras topográficas (teodolito o nivel topográfico ), el ángulo, fijo, está representado tres hilos sobre el retículo. Con él se observa la mira topográfica y se anotan las tres medidas que darán la distancia.

## De ángulo variable

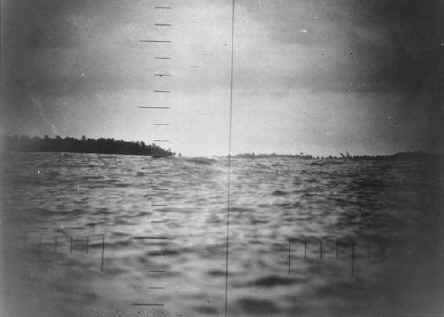
Graduaciones (en comparación con la vegetación) para evaluar la distancia de la isla Makin durante una incursión del USS Nautilus (SS-168), 17 -.

Se encuentran, por ejemplo, en el periscopio de un submarino: conociendo el tamaño de los objetos observados (naves, edificios o relieve del terreno), con las graduaciones se puede evaluar la distancia.
Los jugadores de golf también utilizan telémetros estadimétricos con la altura de las banderas como referencia.
Cuando haya un mecanismo para que coincida con la imagen interna con el objeto observado, también conocido como alidada.

## Sistema D
Un excursionista, un militar, o un corredor de orientación también puede evaluar mediante la comparación de las distancias de los elementos del paisaje (postes, torres de construcción, etc.) con un elemento de su propio cuerpo. Por ejemplo, el grueso de un dedo pulgar con el brazo extendido corresponde a una persona de 1.80 metros a 50 metros. Es una aplicación del teorema de Tales.